# آکاماتسو نوریفوسا
آکاماتسو نوریفوسا (به ژاپنی: 赤松氏 Akamatsu Norifusa); 1559 – ۱۸ اوت ۱۵۹۸) دایمیو و شوگو در دوره سنگوکو و دوره آزوچی-مومویاما از خاندان آکاماتسو اهل ژاپن بود.